# Selva de las Comoras
La selva de las Comoras es una ecorregión de la ecozona afrotropical, definida por WWF, constituida por las islas Comoras, situadas en el océano Índico.

## Descripción
Es una ecorregión de selva lluviosa con una extensió total de unos 2.000 kilómetros cuadrados. Está compuesta por cuatro islas principales, de origen volcánico: Gran Comora, Mohéli y Anjouan, que forman la Unión de las Comoras, y Mayotte, que pertenece a Francia.
El clima es tropical marítimo.
La flora y la fauna guarda semejanzas con las de Madagascar.

## Flora
En Gran Comora y Anjouan, islas con relieve significativo, se encuentran biomas de selva de tierras bajas y de selva montana. En la primera hay también manglares en la costa y zonas de vegetación herbácea.

## Fauna
La diversidad de especies animales en las islas es baja. Sólo hay 8 especies de mamíferos terrestres (6 murciélagos y 2 lémures), 25 de reptiles terrestres y dos de tortugas marinas: la tortuga verde (Chelonia mydas) y tortuga carey (Eretmochelys imbricata).

## Endemismos
Más de 500 especies de plantas, 9 de reptiles y dos de murciélagos (Pteropus livingstonii y Rousettus obliviosus).
21 especies de aves son endémicas de la región, y muchas de ellas se encuentran en peligro de extinción:
- Autillo de Anjouan (Otus capnodes)
- Autillo de las Comoras (Otus pauliani)
- Cantor de Anjouan (Nesillas longicaudata)
- Drongo de las Comoras (Dicrurus fuscipennis)
- Drongo de Mayotte (Dicrurus waldeni)
- Nectarina de Anjouan (Nectarinia comorensis)
- Ojiblanco de Gran Comora (Zosterops mouroniensis)
- Paloma de las Comoras (Columba pollenii)
- Paloma azul de las Comoras (Alectroenas sganzini)
- Papamoscas de Humblot (Humblotia flavirostris)

Hay decenas de especies endémicas de mariposas.

## Estado de conservación
En peligro crítico. Sólo queda el 30% de la vegetación original, amenazada por la agricultura, la deforestación y la introducción de especies exóticas.

## Protección
Sólo hay tres espacios protegidos:
- el Parque de Saziley, en Mayotte.
- el lago Dziani Boudouni, un humedal Ramsar, en Mohéli.
- el Parque Marino de Mohéli.